# Wilhelm Bruners

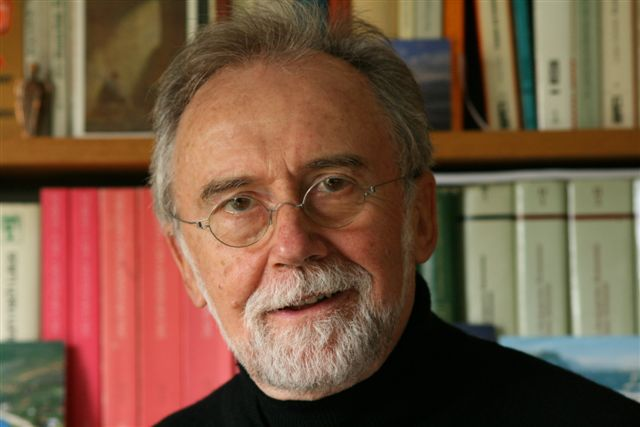
Wilhelm Bruners (2008)

Wilhelm Bruners (* 1940 in Meschede, von 1987 bis 1992 Ordensname Markus OSB) ist ein römisch-katholischer Theologe, deutschsprachiger Dichter und Exerzitienbegleiter.
Nach der Priesterweihe 1967 und der Promotion 1974 arbeitete er zunächst als Seelsorger in Deutschland. 1987 ging er nach Israel, wo er in Jerusalem fünf Jahre in der Dormitio-Abtei und anschließend bis 2005 im Österreichischen Hospiz lebte und tätig war. 1992 gründete er die „Bibelpastorale Arbeitsstelle des Katholischen Bibelwerks in Jerusalem“, die er bis 2005 leitete. Er gehörte dort als einziger nichtjüdischer Lyriker dem Lyris-Kreis von noch in deutscher Sprache schreibenden jüdischen Dichtern an.
Als Bibelwissenschaftler hat er zahlreiche Publikationen über Jesus von Nazareth vorgelegt, als religiöser Lyriker bisher sechs Gedichtbände verfasst. Sein bekanntestes Buch Wie Jesus glauben lernte von 1988 wurde mehrfach neu aufgelegt und in verschiedene Sprachen sowie Blindenschrift übersetzt. Zu seinen am häufigsten zitierten Gedichten gehören Ergebnis mit der darin enthaltenen Psalmbrücke, aber auch Rat sowie Auferstehung, die den beiden häufig rezipierten Gedichtbänden Verabschiede die Nacht von 1999 sowie Niemandsland, Gott von 2015 entstammen. Einige seiner Gedichte werden in Lehrbüchern für den Religionsunterricht verwendet, ein anderes (Manchmal) wurde vertont.

## Leben

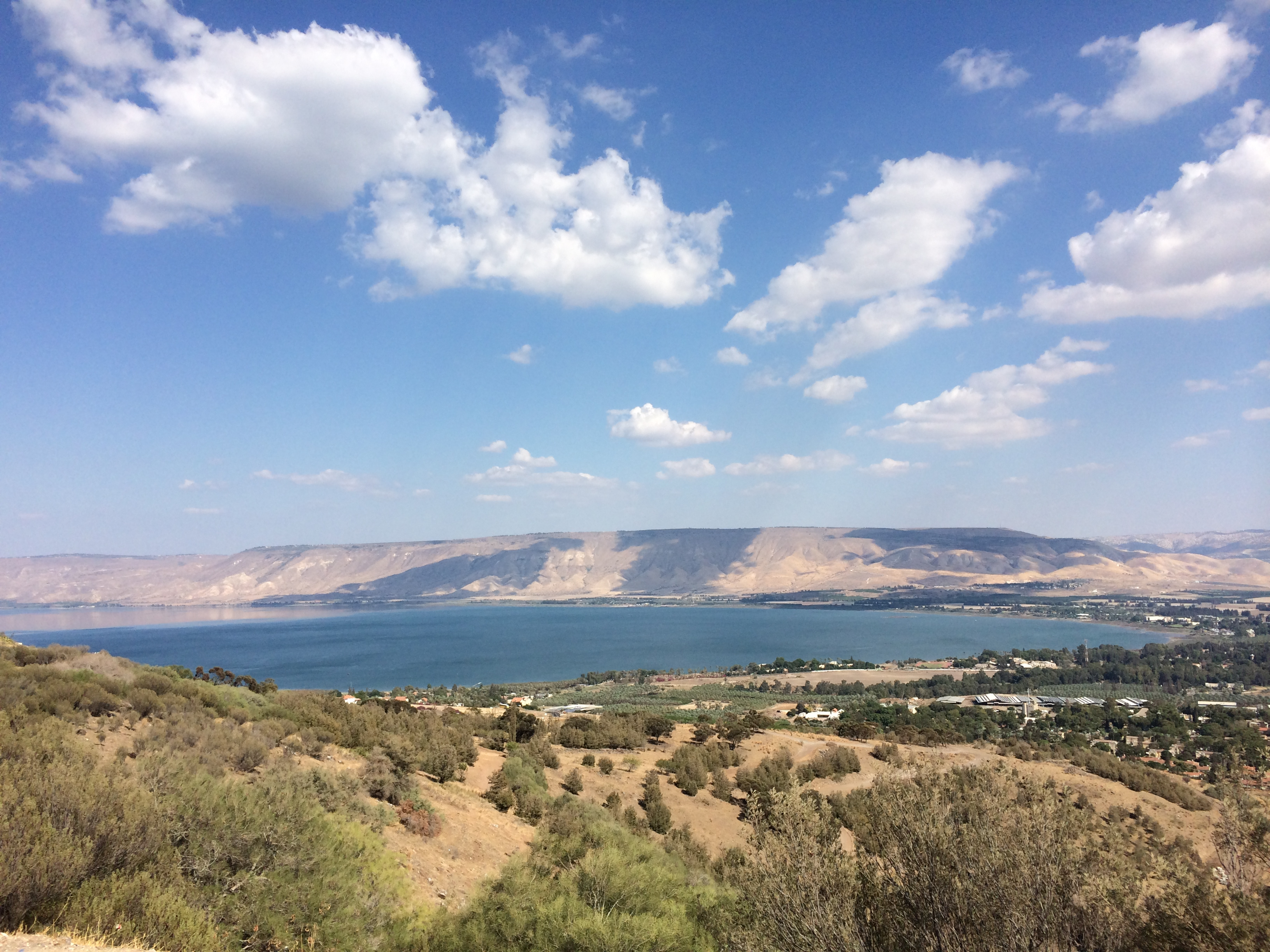
See Genezareth und Golanhöhen, 2014

### Herkunft und Ausbildung
Der 1940 in Meschede in Westfalen geborene Wilhelm Bruners erlebte die ersten Jahre infolge des Krieges an verschiedenen Orten, am längsten auf dem großelterlichen Bauernhof in Bödefeld im Sauerland von 1943 bis 1947, anschließend von 1947 bis 1951 in Stolberg-Büsbach im Rheinland. Seit seinem 11. Lebensjahr wuchs er in Aachen auf. Nach dem Studium der Theologie in Bonn, München und Aachen wurde er im Jahr 1967 in Aachen zum Priester geweiht, danach war er als Kaplan an St. Josef in Krefeld eingesetzt.
Im Jahr 1966 reiste er zusammen mit drei Kollegen aus dem Aachener Priesterseminar erstmals nach Israel. Die Anreise erfolgte mit dem eigenen Auto. Die Pilgerroute führte über den Balkan, die Türkei mit der Paulusstadt Tarsus, Syrien, den Libanon und Jordanien. Über das „Mandelbaumtor“ gelangten sie in die damalige entmilitarisierte Pufferzone, dann weiter nach Israel. Als sein Doktorvater Jacob Kremer 1972 als Universitätsprofessor für Neutestamentliche Bibelwissenschaft an die Katholisch-Theologische Fakultät der Universität Wien berufen wurde, folgte ihm Bruners für die Prüfungen. Im Jahr 1974/75 wurde er in Wien mit der Arbeit „Die Reinigung der zehn Aussätzigen und die Heilung des Samariters: Lk 17,11–19 ; ein Beitrag zur lukanischen Interpretation der Reinigung von Aussätzigen“ zum Dr. theol. promoviert. Die Arbeit wurde nach drei Jahren veröffentlicht. Von 1975 bis 1979 arbeitete er in Mönchengladbach als Seelsorger und theologischer Erwachsenenbildner. Von 1979 bis 1986 war er Dozent beim Theologisch-Pastoralen Institut in Mainz, wo er den Ansatz „Bibliodrama als Seelsorge“ entscheidend mitprägte. Dabei betont er, die Bibel sei ein Drehbuch, das nur der versteht, der mitspiele, denn „eines erlaubt dir die Bibel nicht: die Rolle des Zuschauers!“.

### Bei den Benediktinern in Israel

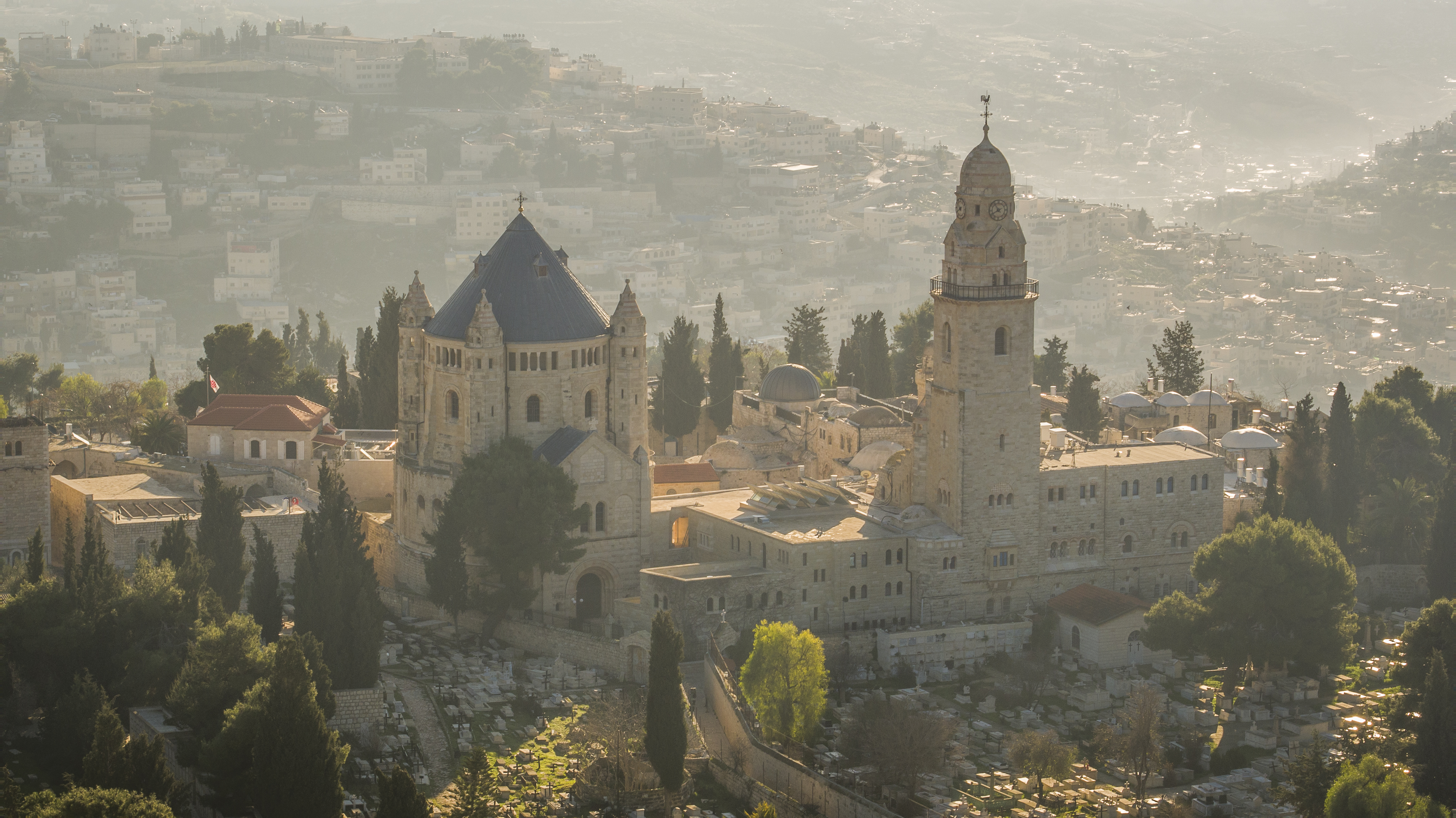
Dormitio-Abtei in Jerusalem, 2016

Jerusalem faszinierte Bruners als letzte Wirkungsstätte und Sterbeort von Jesus von Nazareth. Er sah im klösterlichen Leben dort eine gute Gelegenheit, sein biblisches Interesse und den Wunsch nach Gemeinschaft zu verbinden. Deshalb probierte er zwei Mal ein Leben im „Kloster auf Zeit“ bei den Benediktinern in Jerusalem aus. Anschließend bat er Nikolaus Egender, den Abt der Dormitio-Abtei (1979–1995), 1987 um Aufnahme in den Konvent. Mit 47 Jahren wurde er zunächst Postulant, dann Novize, bevor er sich mit der Zeitlichen Profess für drei Jahre und danach für ein weiteres Jahr an die Benediktinerabtei band. Er hatte den Ordensnamen Markus. In dieser Zeit gab er wiederholt Teilnehmerinnen und Teilnehmern des Ökumenischen Studienjahres der Abtei geistliche Begleitung. Häufig weilte er auch im Priorat Tabgha. Er betrieb mit internationalen Volontären eine Jugend- und Behindertenbegegnungsstätte. Umstrukturierungspläne im Konvent, die zunehmend die Arbeit mit den Behinderten einschränkten, führten zu Differenzen. Die Zahl der Mönche in der Dormitio-Abtei war in dieser Zeit gering; Bruners legte keine Ewigen Gelübde ab und schied nach Ablauf seiner Zeitlichen Profess wieder aus dem Orden aus.
Prägend für Bruners gesamte Zeit in Israel war die Freundschaft zu Pater Daniel Rufeisen (1922–1998), einem im Krieg in Polen zum Katholizismus konvertierten Juden, der als Karmelit die vier katholischen, hebräisch sprechenden Jakobusgemeinden in Haifa, Tel Aviv, Jerusalem und Beʾer Scheva leitete. Literarisch verarbeitet hat Bruners die zahlreichen Gespräche zwischen den beiden unter anderem in seinem noch in Israel entstandenen Text Gespräch über Gott.

### Leiter der Bibelpastoralen Arbeitsstelle in Jerusalem

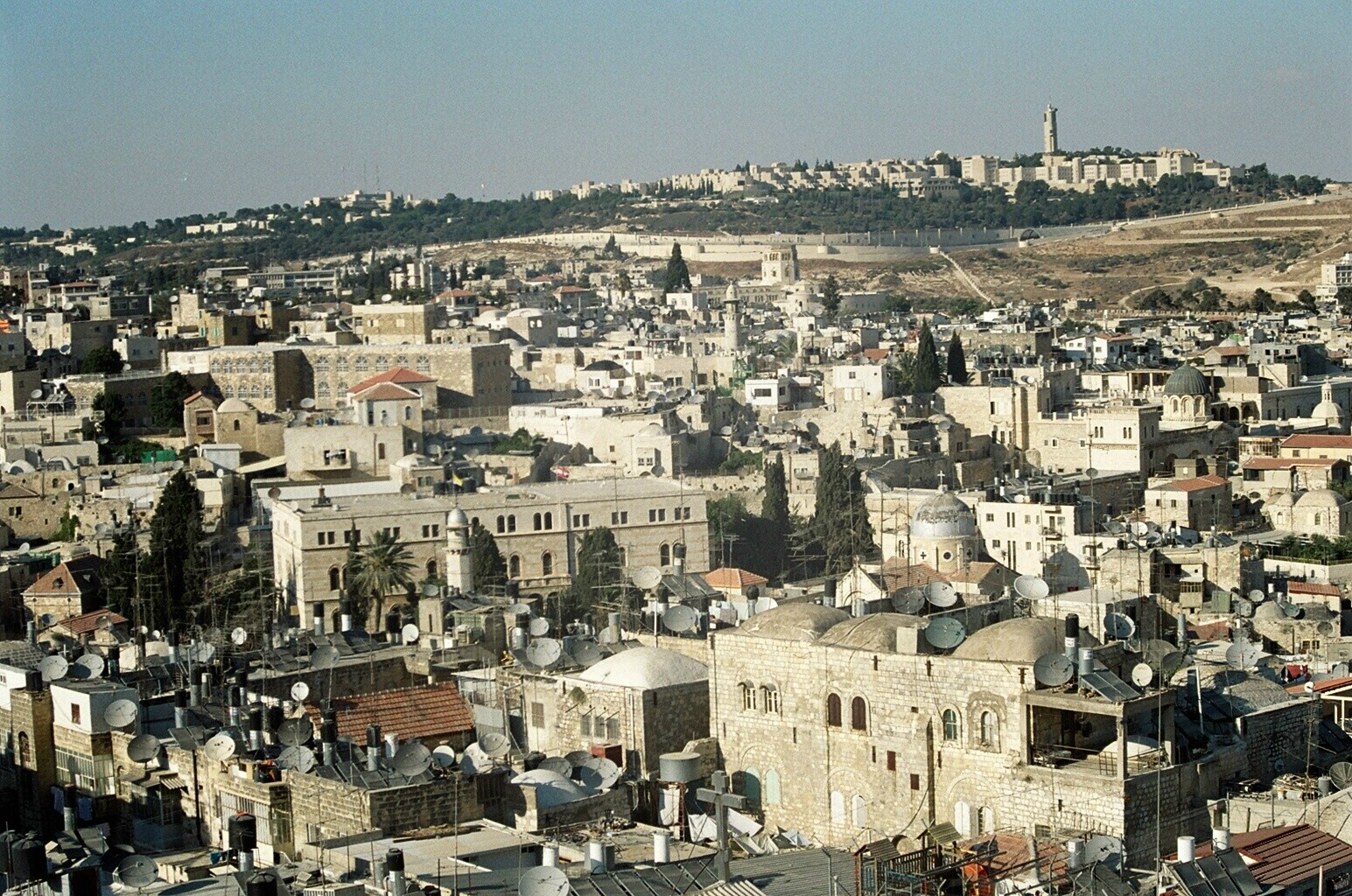
Österreichisches Hospiz und Ölberg, 2004

1992 gründete er mit dem damaligen Direktor des Österreichischen Hospiz, Monsignore Wolfgang Schwarz, die „Bibelpastorale Arbeitsstelle des Katholischen Bibelwerks in Jerusalem“. Die an das Hospiz in der Via Dolorosa angegliederte Arbeitsstelle leitete er in den folgenden Jahren, sodass er zunächst in Jerusalem blieb. Dafür hatte der Aachener Bischof Klaus Hemmerle (1975–1994) seine ausdrückliche Erlaubnis gegeben, was von seinem Nachfolger Heinrich Mussinghoff (1994–2015) unterstützt wurde. Im Rahmen dieser Arbeit organisierte Schwarz unter anderem Bibelwochen in Tabgha am See Genezareth und Exkursionen auf den Sinai.
Im Jahr 2002 unternahm Bruners gemeinsam mit dem blinden Bruder Elija und weiteren Mönchen aus der Jerusalemer Dormitio-Abtei eine Pilgerreise auf dem Jakobsweg nach Santiago de Compostela in Spanien, die er später in Gedichten verarbeitete. Zudem wurde er in dieser Zeit von der LYRIS-Gruppe deutschschreibender jüdischer Dichterinnen und Dichter aufgenommen. Als er 2005 Jerusalem verließ, wurde die Arbeit an der Bibelpastoralen Arbeitsstelle nicht weitergeführt.

### Die spätere Zeit
Nach seiner Rückkehr nach Deutschland im Jahr 2006 wurde er Pfarrer in der Citykirche St. Mariä Himmelfahrt in Mönchengladbach und blieb bis 2021 dort tätig. Er begleitet seither regelmäßig Reisegruppen als spiritueller Mentor auf (Pilger-)Reisen nach Israel, und ist weiterhin als Referent und spiritueller Begleiter tätig. Er hält Exerzitien und Seminare im gesamten deutschen Sprachraum Dabei wird ihm attestiert, er biete „geistlichen Proviant von höchster, nachhaltiger Qualität“. und nimmt dabei auch zu aktuellen kirchlichen Diskussionen Stellung. Daneben war Bruners in seinem 7. und 8. Lebensjahrzehnt an 14 Büchern als Autor oder Herausgeber beteiligt.

## Werk und Rezeption

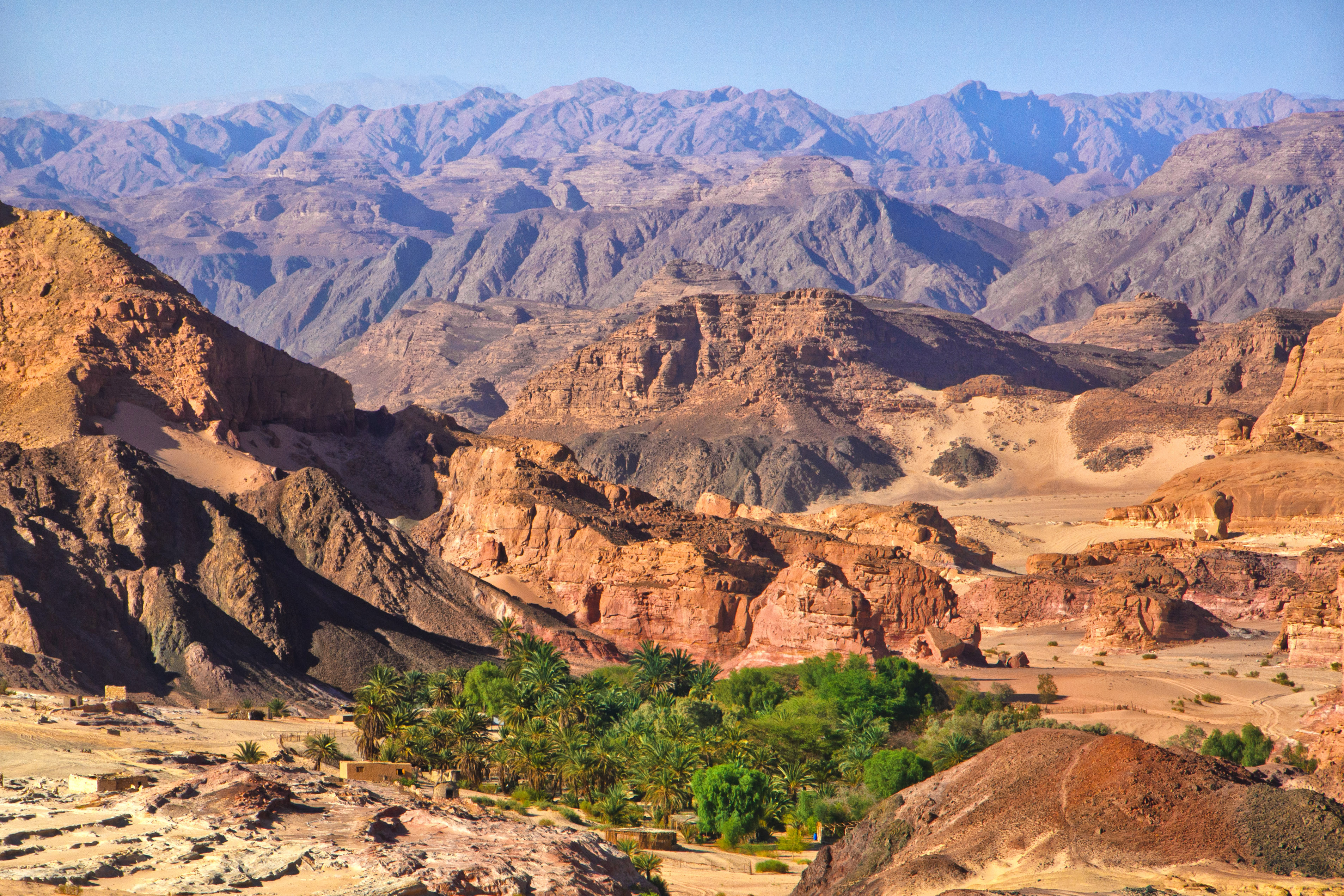
Ansicht einer Oase auf dem Sinai, 2014

### „Wie Jesus glauben lernte“
Sein bekanntestes Werk ist das Buch Wie Jesus glauben lernte. Darin zeigt er Jesus als Menschen in seinem Glaubensumfeld, in den Erfahrungen und Begegnungen seines Lebens. Bruners betont: „Der Glaube des Gottessohnes ist nicht vom Himmel gefallen.“ Zentral sei dabei auch das Flehen der syro-phönizischen Frau, deren Glauben Jesus so beeindruckte, dass er ihre Tochter heilte (Mk 7,25–30 ). Dies werde als Wendepunkt im Leben Jesu gewertet, „denn mit dieser Zuwendung zu einer Heidin sprengt Jesus die Grenzen des Judentums.“ Der von der kirchlichen Hierarchie geteilt aufgenommene Bestseller im Verlag Herder wurde auch ins Niederländische, Polnische und Ungarische übersetzt sowie in Blindenschrift übertragen.

### Geistliche und pastorale Schriften
Insgesamt lebte und arbeitete Wilhelm Bruners über 18 Jahre am Stück in Israel und erlebte dabei zwei Golfkriege (1980–1988, 1990/1) und zwei Intifaden (1987–1991, 2000–2005), aber auch den Oslo-Friedensprozess (1993). In seinem im Jahr 2017 erschienenen Werk Zuhause in zwei Zelten reflektiert er die dabei gemachten Erfahrungen der eigenen christlichen Existenz in Israel und Palästina.
Das Buch Gottes hauchdünnes Schweigen von 2019 wird von Stefan Federbusch OFM dahingehend charakterisiert, dass es nicht schwer sei, „den Ansatz von Wilhelm Bruners als ‚franziskanisch‘ zu bezeichnen. Es kann auch gar nicht anders sein, denn franziskanisch heißt immer, auf das Evangelium bezogen und somit auf das Handeln Jesu.“

### Lyrische Schriften
Als Neues Geistliches Lied wurde Bruners Gedicht Manchmal 1985 von dem Komponisten Arndt Büssing vertont. Neben der LYRIS-Gruppe ist Bruners auch Teil einer Lyrikgruppe der Region Mönchengladbach und Krefeld. Zudem schreibt er für die Lyrikseite Gottessprache. Der Kulturwissenschaftler Karl-Josef Kuschel beschrieb Wilhelm Bruners als „Virtuose[n] der Verknappung des Sprechens und der mitkomponierten Pausen“. Der Autor Andreas R. Batlogg SJ schrieb, Bruners „Gedichte sind ein einziges Werben dafür, Gott nicht in einer kirchlichen Formelsprache klein zu machen.“ Der katholische Theologe Gotthard Fuchs resümierte: „Die Texte des leidenschaftlichen Bibeltheologen sind ohne das Buch der Bücher [die Bibel] nicht zu verstehen: eine Fülle wechselseitiger Resonanzen entstehen und schaffen inspirierende Sprachräume.“ Einige von Bruners Gedichten werden in Lehrbüchern für den Religionsunterricht verwendet. Mit seinen Texten wird Bruners in der Nähe des Lyrikers und geistlichen Autors Bruder Andreas Knapp angesiedelt.

## Schriften und Werke (Auswahl)

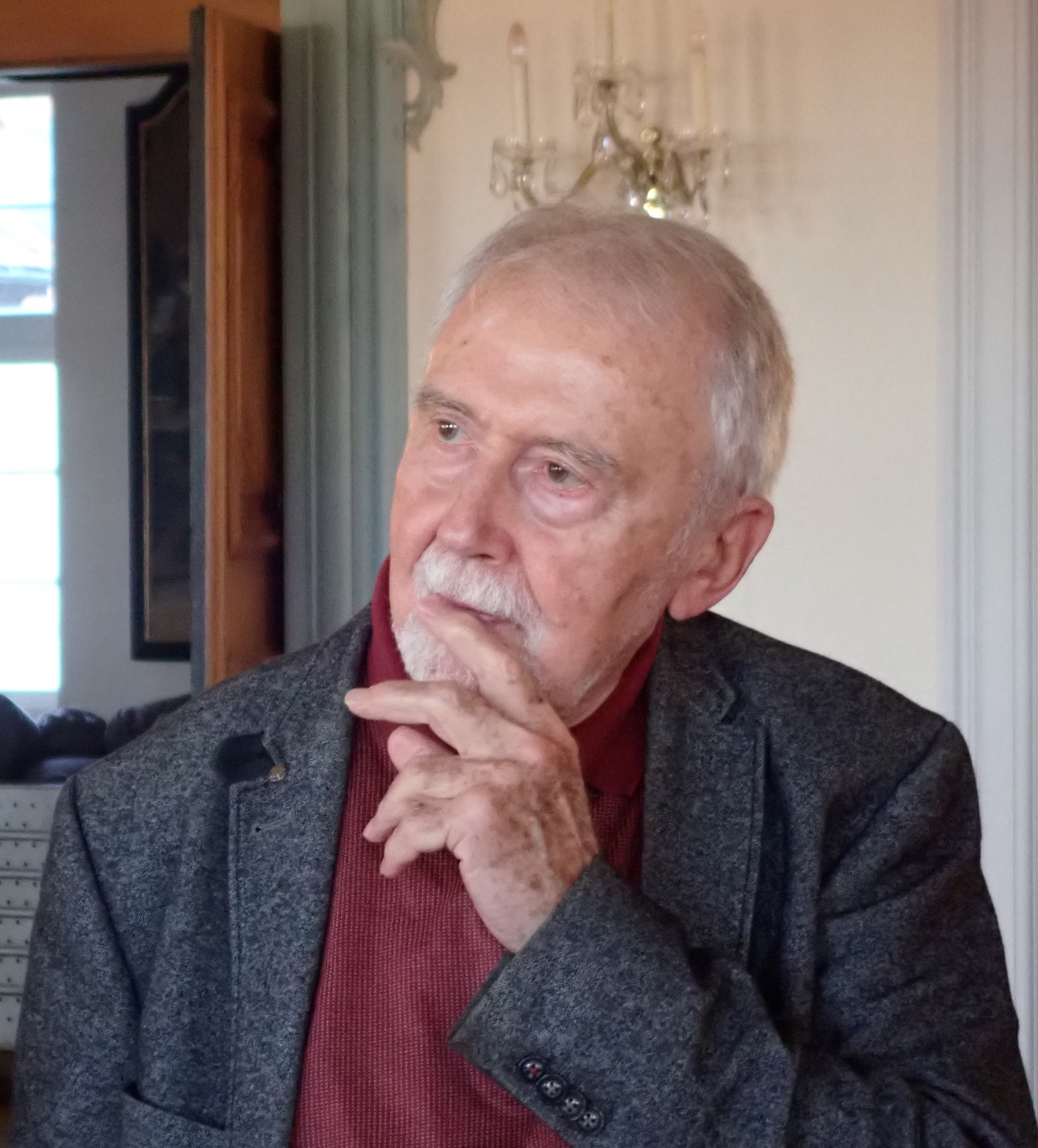
Wilhelm Bruners im Kloster St. Peter auf dem Schwarzwald, September 2021

### Monografien
- Die Reinigung der zehn Aussätzigen und die Heilung des Samariters: Lk 17,11-19; ein Beitrag zur lukanischen Interpretation der Reinigung von Aussätzigen (= Forschung zur Bibel. 23). Verlag Katholisches Bibelwerk, Stuttgart 1977, ISBN 978-3-460-21061-5 (Zugl.: Wien, Univ., Kath.-Theol. Fak., Diss., 1974/75).[34]
- Wie Jesus glauben lernte. Verlag Herder 1988, ISBN 978-3-451-06547-7.[35][36]
  - niederländische Übersetzung: Hoe Jezus zelf leerde geloven. Vertaling uit het Duits door Lutgart Debroey. Averbode: Altiora, Kampen: Kok 1989, ISBN 90-317-0800-3.
  - in Blindenschrift: Wie Jesus glauben lernte. Pbd. 1 und 2. Blindenschrift-Verlag Pauline von Mallinckrodt, Paderborn 1992.
  - polnische Übersetzung: Jak Jezus uczył się wierzyć. Przeł. Paulina Filippi-Lechowska, Poznań: W Drodze 2007, ISBN 978-83-7033-621-9.
  - ungarische Übersetzung: Hogyan tanult Jézus hinni. Fordította: Gyurás István SJ, Târgu Mureş 2014, ISBN 978-973-0-18010-7.
- Was Jesus von Nazareth wollte oder das Erbe des Jona. (erweiterte Fassung des Vortrags vom 15. Juni 2000) (= Wiener Vorlesungen im Rathaus. 85), Picus-Verlag, Wien 2002, ISBN 978-3-85452-385-7.
- La foi de Jesus: un rude apprentissage. (= Collection Bible et mission. 8), CIAM-Editions l'Épiphanie, Limete-Kinshasa 2002 (französisch).
- Zuhause in zwei Zelten. Gedichte und Reflexionen. Ein spirituelles Lesebuch. Mit einer Einführung von Karl-Josef Kuschel. Tyrolia Verlag 2017, ISBN 978-3-7022-3588-8.
- Gottes hauchdünnes Schweigen. Auf seine Stimme hören (= Franziskanische Akzente. 20), Echter, Würzburg 2019, ISBN 978-3-429-05380-2.[10][37][38][39][40][41]

### Gedichtbände
- Senfkorn Mensch: biblische Meditationen. Patmos-Verlag, Düsseldorf 1986, ISBN 978-3-491-72169-2.
- Schattenhymnus. Biblische Meditationen. Patmos-Verlag, Düsseldorf 1989, ISBN 978-3-491-72216-3.
- Verabschiede die Nacht. Gedichte – Erzählungen – Meditationen – Biblisches. Mit Illustrationen von Resi Borgmeier. Düsseldorf: Klens 1999, ISBN 978-3-87309-176-4.
- Wilhelm Bruners, Kleine Schwester Rose von Jesus: Bei Licht besehen. Land der Bibel (= Bild-Botschaft. 1), dialogverlag, Münster 2007, ISBN 978-3-937961-37-8.
- Niemandsland, Gott. Tyrolia-Verlag, Innsbruck 2015, ISBN 978-3-7022-3433-1.[42]
- Am Rande des Tages. Gedichte. Tyrolia-Verlag 2020, ISBN 978-3-7022-3836-0.[43][44][45][46]
- Bei Zeiten. Gedichte und Kurzgeschichten. Tyrolia-Verlag 2023, ISBN 978-3-7022-4134-6

### Aufsätze, Herausgeberschaft, Sonstiges
- Wilhelm Bruners (Hrsg.): Spuren: Katechese zwischen Eucharistie und Firmung, unter Mitarbeit von Walburga Barrawasser, mit Graphiken von John Barrawasser. Patmos-Verlag, Düsseldorf 1981, ISBN 978-3-491-72114-2.
- Wilhelm Bruners, Josef Schmitz (Hrsg.): Das Lernen des Seelsorgers. Identität, Zielsetzung, Handeln im pastoralen Dienst. Matthias-Grünewald-Verlag, Mainz 1982, ISBN 3-7867-1020-1.
- Manchmal. (Deutscher Evangelischer Kirchentag), Düsseldorf 1985; Text: Wilhelm Bruners; Musik: Arndt Büssing.
- Wilhelm Bruners (Hrsg.): Alltag und Spiritualität: geistliche Tagebücher. Patmos-Verlag, Düsseldorf 1985, ISBN 978-3-491-72165-4.
- Ysabelle Saaliste, Wilhelm Bruners: Die Geschichte vom kleinen schwarzen Senfkorn. Wittig Verlag, Hamburg 1990, ISBN 978-3-8048-4380-6.
  - Die Geschichte vom kleinen schwarzen Senfkorn auf YouTube, erzählt und gestaltet von Kindern der Diakonisch-integrativen Kindertagesstätte „Senfkorn“, 7:57 Min.
- (mit Wolfgang Schwarz): Und es kam die Zeit: ein Weg durch das Lukas-Evangelium. Mit Illustrationen von Resi Borgmeier. Beerenverlag, Frankfurt am Main 2000, ISBN 3-929198-31-2.
- Das Gespräch mit dem Engel: biblische Begegnungen. Butzon & Bercker, Kevelaer 2002, ISBN 978-3-8367-0441-0.
- (mit Waltraud Grießer): Sich erzählen lassen: der Mann, der Garten und die Vögel. Geschichten und Gedichte. B. Kühlen, Mönchengladbach 2002, ISBN 978-3-87448-230-1.
- (mit Hermann-Frans Andriessen): Wechselndes Licht oder das Fenster im Kasten. Mit Bildern von Waltraud Grießer. Klens Verlag, Düsseldorf 2004, ISBN 978-3-87309-215-0.
- Apostelgeschichte: mit Gedichttexten. Fotos von Mathias Walther, Verlag Katholisches Bibelwerk, Stuttgart 2004, ISBN 978-3-460-20053-1.
- Die Wüste soll jubeln und blühen. Exerzitien in der Sinai-Wüste. In: Meditation 34/4 (2008), S. 7–11.
- Wenn Gott seine Meinung ändert ...: ungewohnte Rede von Gott. In: Bibel und Kirche 63/1 (2008), S. 18–21.
- Der langsame Weg in die Freiheit. In: GLOBArt (Hrsg.): Entschleunigung. Springer, Wien 2009 doi:10.1007/978-3-211-89139-1_3
- Und die Toten laufen frei herum: ein Begleiter durch die österliche Zeit. Mit Bildern von Hans Krammer. Canisiuswerk, Wien 2010, ISBN 978-3-902265-09-8.
- mit Andreas Leinhäupl (Hrsg.): Das Markusevangelium: „Jesus Christus – was ist das für ein Mensch?“; Bibelauslegungen mit Praxisvorschlägen. Mit Texten von Wilhelm Bruners und Zeichnungen von Ludger Wörtler. Katholisches Bibelwerk, Stuttgart 2012, ISBN 978-3-940743-84-8.
- Jesus – Schüler der Frauen. In: Ordensnachrichten 51 (2012), Heft 4, S. 31–42, ISSN 2310-2454
- Jerusalem – Erhabenes Pilgerziel oder Die Völkerwallfahrt nach Jerusalem: Eine Besinnung. In: Simone Paganini, Steffen Jöris, Annett Giercke-Ungermann (Hrsg.): Zwischen Aachen und Jerusalem. Ein Gedenkband für Johannes Floß. (= Aachener Theologische Schriften. 3), Shaker, Aachen 2017, S. 241–250.
- LYRIS. In: Spiegelungen: Zeitschrift für deutsche Kultur und Geschichte Südosteuropas 67 (2018), Heft 1, S. 150, ISSN 1862-4995.
- Wandern in Galiläa: von Nazareth nach Kafarnaum. In: Dein Wort, mein Weg. Werk der Frohbotschaft Batschuns, Dornbirn 11 (2018), Heft 3, S. 12–13.

### Interviews, Videos, Streams
- Stephan Wahl trifft Pfarrer Dr. Wilhelm Bruners, Interview vom 22. Mai 2016.
- Bibeltag: Wie Jesus glauben lernte, Interview vom 2. Februar 2017.
- Eine Katastrophe, die nicht eintritt, Interview von Angela Krumpen vom 18. August 2019.
- „Alles hat seine Zeit...“ mit Pfarrer Wilhelm Bruners auf YouTube, Video 2:23 Min.
- Von Menschenhand, In: Kirche in WDR 5 vom 1. Juli 2015, 4:17 Min.
- Der unmögliche Ort Gottes, In: Kirche in WDR 5 vom 2. Juli 2015, 4:16 Min.
- „Der Tod ist eine Lebenserfahrung“, 2:58 Min.
- Christliche Spiritualität in der Krise - Gespräch mit dem Theologen Wilhelm Bruners, ImpulsFunk vom 25. Mai 2020, 40:26 Min.
- Ein Moment von Freiheit, eine Sendung von Monika Fischer, radio klassik Stephansdom.
- Kirche in Bayern – das ökumenische Fernsehmagazin, vom 9. Februar 2020, 22:47 Min.